# Vár
Vár (namnformerna Vår och Val förekommer också) är i nordisk mytologi gudinnan över eder och de löften som män och kvinnor ger varandra. Hon är därför även en giftermålsgudinna. Efter hennes namn kallas sådana löften för "Vårlöften". Om någon bryter ett heligt löfte ser Vår till att löftesbrytaren straffas och att hämnd utkrävs.